# Rhododendron tianlinense
Rhododendron tianlinense är en ljungväxtart som beskrevs av Pui Cheung Tam. Rhododendron tianlinense ingår i släktet rododendron, och familjen ljungväxter. Inga underarter finns listade i Catalogue of Life.